# 比亚萨纳加尔
比亚萨纳加尔（Byasanagar），是印度奥里萨邦Jajapur县的一个城镇。总人口37609（2001年）。

## 人口
该地2001年总人口37609人，其中男性19932人，女性17677人；0—6岁人口4268人，其中男2196人，女2072人；识字率72.66%，其中男性为79.00%，女性为65.52%。